# Pseudanuretes fortipedis
Pseudanuretes fortipedis is een eenoogkreeftjessoort uit de familie van de Caligidae. De wetenschappelijke naam van de soort is voor het eerst geldig gepubliceerd in 1965 door Kabata.